# Pheidole fracticeps

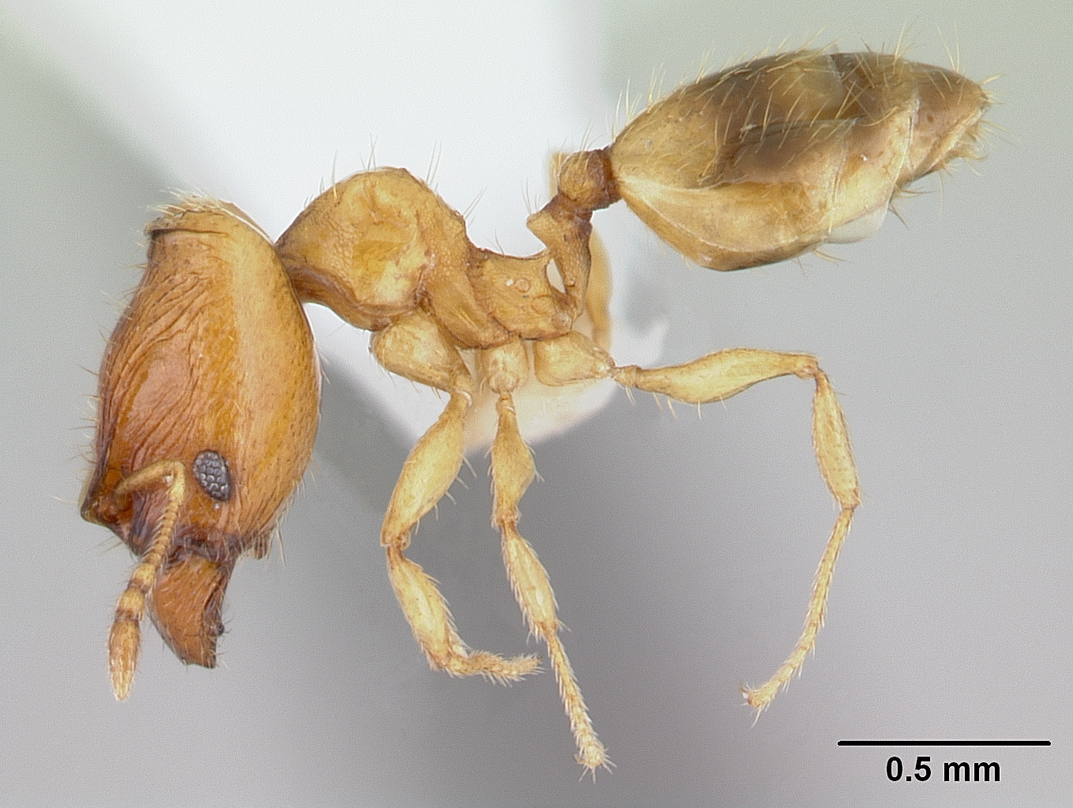
Вид сбоку

Pheidole fracticeps  (лат.) — вид муравьёв рода Pheidole из подсемейства Myrmicinae (Formicidae). Южная Америка: Бразилия, Парагвай, Перу, Тринидад, Эквадор. Мелкие с узким телом муравьи (1-2 мм) жёлтого цвета (характерные для рода большеголовые солдаты с более тёмной передней частью головы). Глаза эллиптической формы. Голова солдат с глубокой затылочной выемкой, а их пронотум выпуклый. Усики рабочих 12-члениковые с 3-члениковой булавой. Скапус усиков солдат очень короткий (длина 0,30 мм), в несколько раз короче головы. Ширина головы крупных солдат — 0,68 мм (длина головы — 0,86 мм). Ширина головы мелких рабочих 0,38 мм, длина головы 0,44 мм, длина скапуса — 0,34 мм. Стебелёк между грудкой и брюшком состоит из двух члеников: петиолюса и постпетиолюса (последний четко отделен от брюшка). Pheidole aberrans сходен с видом Pheidole lilloi и относится к видовой группе Pheidole aberrans Group (Pheidole minensis, Pheidole obscurifrons, Pheidole subaberrans, Pheidole taurus, Pheidole weiseri,).